# سكر أحادي

D- و L-ريبوز حسب مسقط فيشر

السكريات الأحادية أو أحاديات السكريد (أو السكاكر الأحادية) عبارة عن طائفة من المركبات الكيميائية العضوية المصنفة تحت السكريات. يتألف السكر الأحادي من سلسلة هيكلية مؤلفة على الأقل من ثلاث ذرات كربون، وبوجود مجموعة كربونيل ومجموعات هيدروكسيل.
تعد السكريات الأحادية الأساس في المركبات السكرية، وتوصف هذه المجموعة بالأحادية أو الأولية لأنها ترتبط مع بعضها لتشكل السكريات الأعلى. عندما ترتبط وحدتي سكر أحاديتين مع بعضهما يتشكل سكر ثنائي، وعند ارتباط 3 إلى 10 وحدات مع بعضها البعض تتشكل السكريات قليلة التعدد، والتي يمكن أن تشكل في النهاية السكريات المتعددة.
تعد مركبات الغلوكوز والفركتوز والغلاكتوز أشهر السكريات الأحادية، وهي مهمة لعملية الاستقلاب في جسم الإنسان.

## اقرأ أيضاً
- سكريات
- سكر ثنائي